# Матвєєв Максим Олександрович
Максим Олександрович Матвєєв (рос. Максим Александрович Матвеев; (нар. 28 липня 1982, Калінінградська область, СРСР) — російський актор театру та кіно.

## Ролі в кіно
1. 2008 — Стиляги (фільм, 2008)
2. 2011 — Ялта-45
3. 2012 — Серпень. Восьмого
4. 2012 — З новим роком, мами!
5. 2014 — Форт Росс: У пошуках пригод
6. 2020 — Тріґґер — Артем Олександрович Стрілецький, психолог-провокатор